# Lulek
Lulek (Hyoscyamus L.) – rodzaj roślin należący do rodziny psiankowatych. Obejmuje ok. 15–32 gatunków występujących w Eurazji – na wschodzie po Chiny i w północnej Afryce – na południu sięgając po Somalię (w Europie 5 gatunków). Niektóre gatunki bywają uprawiane. W Polsce jako zadomowiony antropofit rośnie lulek czarny (Hyoscyamus niger) i jako efemerofit lulek biały (Hyoscyamus albus). Rośliny z tego rodzaju, podobnie jak wiele innych psiankowatych, są silnie trujące, ale w przeszłości, zwłaszcza lulek czarny, były stosowane w medycynie (np. w starożytnej Asyrii używano lulka do uśmierzania bólu zęba) i jako narkotyk. W małych dawkach ułatwia zasypianie, w większych powoduje halucynacje, w tym wrażenie bycia pokrytym włosami na podobieństwo wilkołaka. Lulek został użyty jako trucizna w morderstwie dokonanym przez dr. Crippena w 1910. Stosowany był do ogłuszania ptactwa (np. w celu ułatwienia jego kradzieży), ale też do zwalczania szkodników roślin.

## Morfologia
PokrójRośliny jednoroczne, dwuletnie i byliny osiągające do 1 m wysokości, o pędach prosto wzniesionych lub rozpościerających się, pokrytych prostymi włoskami gruczołowatymi.
LiściePojedyncze, skrętoległe, ale też czasem skupione w rozetę przyziemną, siedzące lub krótkoogonkowe, czasem całobrzegie, ale na ogół zatokowo wcinane, grubo ząbkowane lub pierzasto klapowane. Zwykle cienkie i lepkie od pokrywających je włosków gruczołowych.
KwiatyWyrastają pojedynczo w kątach liści, czasem skupione w górnej, pastorałowato wygiętej części pędu na podobieństwo grona lub kłosa. Kielich zrosłodziałkowy, rurkowaty. Korona kwiatu szeroko dzwonkowata, zrosłopłatkowa, w kolorze fioletowym, zielonkawym, białym lub żółtym, często z ciemniejszym żyłkowaniem. Nitki 5 pręcików zrośnięte z nasadą korony. Zalążnia górna, dwukomorowa, z licznymi zalążkami, szyjka słupka pojedyncza, zakończona zaokrąglonym znamieniem.
OwoceWielonasienne, suche torebki zamknięte w trwałym i powiększającym się w czasie owocowania kielichu. Nasiona brązowe, drobne.

## Systematyka
Rodzaj z plemienia Hyoscyameae i podrodziny Solanoideae z rodziny psiankowatych Solanaceae.
Wykaz gatunków
- Hyoscyamus afghanicus Pojark.
- Hyoscyamus albus L. – lulek biały
- Hyoscyamus arachnoideus Pojark.
- Hyoscyamus aureus L. – lulek złoty
- Hyoscyamus bornmuelleri Khat.
- Hyoscyamus boveanus (Dunal) Asch. & Schweinf.
- Hyoscyamus coelesyriacus Bornm.
- Hyoscyamus desertorum (Asch. ex Boiss.) Täckh.
- Hyoscyamus flaccidus C.Wright
- Hyoscyamus gallagheri A.G.Mill. & Biagi
- Hyoscyamus grandiflorus Franch.
- Hyoscyamus insanus Stocks
- Hyoscyamus kotschyanus Pojark.
- Hyoscyamus kurdicus Bornm.
- Hyoscyamus leptocalyx Stapf
- Hyoscyamus leucanthera Bornm. & Gauba
- Hyoscyamus longipedunculatus C.C.Towns.
- Hyoscyamus malekianus Parsa
- Hyoscyamus multicaulis Rech.f. & Edelb.
- Hyoscyamus muticus L.
- Hyoscyamus niger L. – lulek czarny
- Hyoscyamus nutans Schönb.-Tem.
- Hyoscyamus orthocarpus Schönb.-Tem.
- Hyoscyamus pojarkovae Schönb.-Tem.
- Hyoscyamus pusillus L.
- Hyoscyamus reticulatus L.
- Hyoscyamus rosularis Schönb.-Tem.
- Hyoscyamus senecionis Willd.
- Hyoscyamus squarrosus Griff.
- Hyoscyamus tenuicaulis Schönb.-Tem.
- Hyoscyamus tibesticus Maire
- Hyoscyamus turcomanicus Pojark.